# Oswaldo Silva
Oswaldo Silva, mais conhecido como Baltazar, (Santos, 14 de janeiro de 1926 — São Paulo, 25 de março de 1997), foi um futebolista brasileiro que atuava como atacante. Consagrou-se como jogador do Corinthians, time paulista.

## Estilo de jogo
Baltazar tinha como principal característica o cabeceio da bola para o gol, o que lhe deu o apelido de "cabeça de ouro".
De acordo com Willy Meisl: "O cabecinha de ouro em muito se assemelha a Tommy Lawton, da Inglaterra, pois sua maior arma para marcação de tentos é a cabeça. A marcar em Assunção, o único tento da partida Brasil x Paraguai, o fato causou sensação, porquanto Baltazar marcou o tento com o pé. Aliás, dos 27 tentos marcados por Baltazar por ocasião do último Campeonato Paulista de Football, 25 foram marcados com a cabeça. Essa é a razão da alcunha "Cabeça de Ouro".

## Carreira
Iniciou sua carreira profissional no Jabaquara, com suas boas atuações e gols logo chamou atenção de um grande clube da capital, o Corinthians. Baltazar chegou ao Corinthians em 1945, começou como meia-direita, mas logo passou para centroavante, posição na qual se consagrou.
Jogou no Corinthians durante 12 anos, até 1957. Esteve presente nos títulos do Rio-São Paulo em 1950, 1953 e 1954; e também no bicampeonato paulista de 1951 e 1952 e na conquista do paulista do 4º Centenário da Cidade de São Paulo em 1954.
Em 1957, já em final de carreira seguiu para Juventus, retornou ao Jabaquara e encerrou a carreira no União Paulista em 1959.
Seis anos após sua despedida dos gramados, foi convidado pelo Corinthians para o cargo de auxiliar técnico, cargo que exerceu até ser efetivado para técnico em 1970. Como treinador alcançou bons resultados levando a equipe a fase final do Campeonato Brasileiro, em 1971, nessa época a equipe corintiana já amargava um jejum de 17 anos sem títulos; mas as derrotas, no mesmo campeonato, combinadas a uma série de desentendimentos entre treinador e diretoria, acabaram causando sua demissão. Insistiu na carreira de técnico por alguns anos em equipes menores, contudo, sem sucesso.
Fora dos gramados, passando por dificuldades, se defendeu como pôde, vendendo livros, comerciante e por quatro anos trabalhando como carcereiro no extinto presídio do Carandiru.
Mantém ainda hoje a posição de segundo maior artilheiro da história do Corinthians, superado apenas por Cláudio Christovam de Pinho, seu contemporâneo.

## Seleção Brasileira
Com status de um dos melhores atacantes brasileiros da época, Baltazar teve diversas passagens pela Seleção Brasileira, sendo convocado, inclusive, para as Copas do Mundo de 1950 e 1954.
Baltazar defendeu 29 vezes a Seleção Brasileira, marcando, ao todo, 17 gols.

## Popularidade

Em 1960, fazendo um gol.

Baltazar chegou a reconhecer que não era tão bom tecnicamente, mas segundo o próprio jogador, com a cabeça, nem Pelé foi tão eficiente quanto ele. Marcou 269 gols, dos quais 71, de cabeça, o que lhe rendeu o apelido de  "Cabecinha de Ouro", inspirou músicas, como a marchinha "Gol de Baltazar", com os versos compostos pelo corintiano Alfredo Borba, em 1952, a torcida saudava Baltazar:
"Gol de Baltazar

Gol de Baltazar

Salta o Cabecinha, 1 a 0 no placar".
Tamanha popularidade na época, que ganhou um automóvel em um concurso que o apontou como craque mais popular de seu tempo. Quando Baltazar teve o mesmo carro queimado por problemas elétricos, a torcida se encarregou de comprar outro e presentear seu grande artilheiro. Certa vez, em um comício na Praça da República, o então candidato a governador do Estado Hugo Borghi disse que São Paulo precisava de alguém com cabeça para comandar o Estado, logo o público presente, em sua maioria corintiano, começou a gritar: "Baltazar"!

## Morte
Baltazar faleceu em 25 de março de 1997, em São Paulo, em decorrência de insuficiência cardíaca.
Assim como Neco, Luizinho, Cláudio, Sócrates e Rivellino, também há um busto em sua homenagem no Parque São Jorge.

## Títulos
Corinthians
- Pequena Taça do Mundo: 1954
- Campeonato Paulista: 1951, 1952, 1954[2]
- Torneio Rio-São Paulo: 1950 1953, 1954
- Torneio Internacional Charles Miller: 1955

Seleção Brasileira
- Campeonato Pan-Americano de Futebol: 1952